# Одихем
Одихем (на английски: Odiham) е село в графство Хампшър, южна Англия. Населението му е 5692 души (по приблизителна оценка от юни 2017 г.).
Разположено е на 102 m надморска височина на 66 km югозападно от центъра на Лондон и на 50 km североизточно от Саутхамптън. Селището е известно от XI век, а през XIII век там е построен кралски замък. Днес южно от селото се намира военновъздушна база с летище.